# Mike Stevens (Musiker)

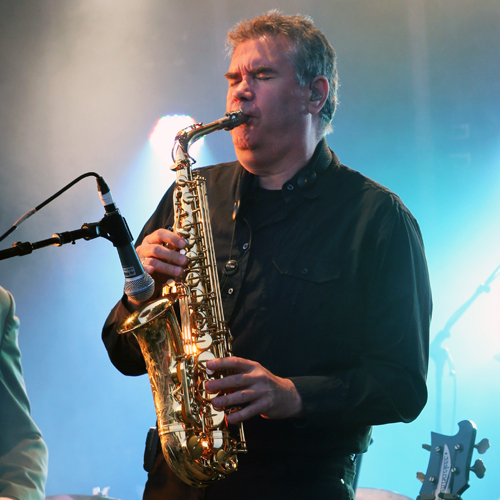
Mike Stevens, 2013

Michael William „Mike“ Stevens (* 26. Januar 1957 in Wisbech, Cambridgeshire, England) ist ein britischer Musiker, Produzent und Songwriter. Besondere Bekanntheit erlangte er seit den 90er-Jahren als Musikdirektor von Take That. Außerdem ist er seit 2002 Bandmitglied von 10cc.

## Leben
Stevens wuchs im englischen Cambridgeshire auf und begann seine musikalische Ausbildung früh mit Klarinetten- und Klavierunterricht, unterstützt von seinem Vater, einem professionellen Schlagzeuger. An der Birmingham School of Music schloss er ein Musikstudium mit den Schwerpunkten Komposition und Dirigieren sowie Klarinette, Euphonium und Klavier ab. Stevens spielt außerdem professionell Gitarre, Saxophon und Keyboard, auch als (Background-)Sänger ist er aktiv.

## Karriere
Als Saxophonist war Stevens zu Beginn seiner Karriere mit seinen RCA/Novus Alben Light Up The Night und Set The Spirit Free in den Top 20 der US-amerikanischen Jazz/Crossover-Charts vertreten. Er unterstützte unter anderen The Temptations, Bill Withers und Dionne Warwick auf ihren Tourneen und spielte auf Alben von Tina Turner, Tom Jones, Mica Paris und Barry White.
Internationale Bekanntheit erlangte Stevens durch seine Zusammenarbeit mit der englischen Band Take That, die er mit einer Vielzahl von Instrumenten sowie als Musikdirektor bereits seit 1992 auf jeder Tournee begleitet (1992–93, 1993–94, 1994, 1995, 2006, 2007, 2009, 2011, 2015, 2017). Auch bei einzelnen Auftritten wie der Schlussfeier der Olympischen Sommerspiele 2012 (hierbei gleichzeitig für Annie Lennox) übernahm er die Supervision. Frontsänger und Songwriter Gary Barlow arbeitete auch außerhalb der Bandprojekte immer wieder mit dem Take That Team (Musiker und Techniker) zusammen und engagierte Stevens sowohl für seine Solotourneen (1998–99, 1999, 2012–13, 2014) als auch für diverse Benefizaktionen (2009: Children In Need Rocks the Royal Albert Hall; 2011: CIN Rocks Manchester, GB40, GB in Concert; 2013: CIN ROCKS 2013; u. a.) und weitere Projekte wie das Diamond Jubilee Concert für Queen Elizabeth (2012).
Als Musikdirektor arbeitete Stevens auch für Mika, Will Young, James Morrison, Bill Withers, Anastasia, Sugababes, Jeff Lynne, Geri Halliwell, Donny Osmond und seit 2002 Annie Lennox, mit welcher er auch diverse Tourneen bestritt und die Alben Songs of Mass Destruction (2007) aufnahm. Er produzierte auch ihre Alben A Christmas Cornucopia (2010) und Nostalgia (2014) sowie die Single „Shining Light“ ihres Albums Annie Lennox - The Collection (2009). Nostalgia wurde 2014 für einen Grammy Award nominiert. Er betreute zudem Tourneen von Cheryl Cole, The Saturdays, Steps und The Wanted.
Seit 2002 ist er offiziell Mitglied der britischen Band 10cc, mit denen er schon ab 1999 als Keyboarder und Saxophonist auf Tournee ging.

## Diskografie
- 1988: Light Up the Night[1]
- 1990: Set the Spirit Free[1]
- 1992: Blowing Up a Storm[7]
- 1995: Joy[7]
- 1995: The World Is Only Air[7]